# Liste des monuments historiques de Rhode-Saint-Genèse
Cette page regroupe l'ensemble des monuments classés de la commune de Rhode-Saint-Genèse.
| Objet                                        | Statut du classement? | Année de construction/architecte | Section communale  | Adresse                                                   | Coordonnées                      | Numéro d'inventaire | Illustration                              |
| -------------------------------------------- | --------------------- | -------------------------------- | ------------------ | --------------------------------------------------------- | -------------------------------- | ------------------- | ----------------------------------------- |
| (nl) Hof te Ingendaal, ferme en carré        | Oui                   |                                  | Rhode-Saint-Genèse | Kasteellaan 68-70, Ingendaellaan 78, Rue de la Station 69 | 50° 44′ 58″ nord, 4° 21′ 04″ est | 38865               | Téléverser                                |
| (nl) Église paroissiale Saint-Genèse         | Oui                   |                                  | Rhode-Saint-Genèse | Rue du Village 40                                         | 50° 44′ 41″ nord, 4° 20′ 43″ est | 40595               | Téléverser                                |
| (nl) Chapelle Onze-Lieve-Vrouw-van-Alsemberg |                       |                                  | Rhode-Saint-Genèse | Rue du Village 74                                         | 50° 44′ 45″ nord, 4° 20′ 46″ est | 40596               | Téléverser                                |
| (nl) Chapelle Sint-Anna                      |                       |                                  | Rhode-Saint-Genèse | Grote Hutsesteenweg                                       | 50° 44′ 33″ nord, 4° 22′ 52″ est | 40597               | Téléverser                                |
| (nl) Château van Revelingen                  | Oui                   |                                  | Rhode-Saint-Genèse | Eigenbrakelse Steenweg 149                                | 50° 43′ 38″ nord, 4° 20′ 41″ est | 40598               | Téléverser                                |
| (nl) Hof te Kreftenbroek, ferme              | Oui                   |                                  | Rhode-Saint-Genèse | avenue de la Libération 77                                | 50° 45′ 10″ nord, 4° 21′ 48″ est | 40599               | Téléverser                                |
| (nl) Hof ten Hout, ferme en carré            | Oui                   |                                  | Rhode-Saint-Genèse | Hof-ten-Hout 80                                           | 50° 44′ 13″ nord, 4° 21′ 21″ est | 40600               | Téléverser                                |
| (nl) Ferme Van Cutsem, ferme en carré        | Oui                   |                                  | Rhode-Saint-Genèse | Rue du Hameau 119                                         | 50° 44′ 18″ nord, 4° 22′ 04″ est | 40601               | Téléverser                                |
| (nl) Ferme Saint-Anna, ferme en carré        | Oui                   |                                  | Rhode-Saint-Genèse | Grote Hutsesteenweg 112                                   | 50° 44′ 31″ nord, 4° 22′ 49″ est | 40602               | Téléverser                                |
| (nl) Woning                                  |                       |                                  | Rhode-Saint-Genèse | Grote Hutsesteenweg 170A                                  | 50° 44′ 38″ nord, 4° 23′ 24″ est | 40603               | Téléverser                                |
| (nl) Gebouw                                  |                       |                                  | Rhode-Saint-Genèse | Grote Hutsesteenweg 165                                   | 50° 44′ 42″ nord, 4° 23′ 26″ est | 40604               | Téléverser                                |
| (nl) Boesdaelhoeve                           | Oui                   |                                  | Rhode-Saint-Genèse | Hoevestraat 39                                            | 50° 45′ 09″ nord, 4° 21′ 23″ est | 40605               | Téléverser                                |
| (nl) Hof ten Berg                            |                       |                                  | Rhode-Saint-Genèse | Hof-ten-Berg 46, 48, 50                                   | 50° 44′ 34″ nord, 4° 21′ 54″ est | 40606               | Téléverser                                |
| (nl) Tweewoonst                              |                       |                                  | Rhode-Saint-Genèse | Jonetlaan 11                                              | 50° 45′ 47″ nord, 4° 22′ 47″ est | 40607               | Téléverser                                |
| (nl) Eigen woning Albert Bontridder          | Oui                   |                                  | Rhode-Saint-Genèse | Lequimelaan 16A                                           | 50° 45′ 56″ nord, 4° 22′ 49″ est | 40609               | Téléverser                                |
| (nl) Urvaterwoning, landhuis 1960            |                       |                                  | Rhode-Saint-Genèse | Lequimelaan 59                                            | 50° 45′ 45″ nord, 4° 22′ 31″ est | 40610               | Téléverser                                |
| (nl) Landhuis en conciërgewoning van 1929    | Oui                   |                                  | Rhode-Saint-Genèse | Maria Joannalaan 28                                       | 50° 44′ 10″ nord, 4° 23′ 23″ est | 40611               | (nl) Landhuis en conciërgewoning van 1929 |
| (nl) Hoevetje                                | Oui                   |                                  | Rhode-Saint-Genèse | Monniksweg 24                                             | 50° 44′ 45″ nord, 4° 22′ 04″ est | 40612               | Téléverser                                |
| (nl) Hof te Lansrode                         | Oui                   |                                  | Rhode-Saint-Genèse | Sint-Annalaan 103                                         | 50° 44′ 54″ nord, 4° 22′ 44″ est | 40613               | Téléverser                                |
| (nl) Ferme Sint Gertrudis                    | Oui                   |                                  | Rhode-Saint-Genèse | Sint-Gertrudis 1                                          | 50° 43′ 22″ nord, 4° 22′ 08″ est | 40614               | (nl) Ferme Sint Gertrudis                 |
| (nl) Station                                 | Oui                   |                                  | Rhode-Saint-Genèse | Stationsplein 20                                          | 50° 44′ 53″ nord, 4° 21′ 42″ est | 40615               | (nl) Station                              |
| (nl) Ferme Blaret, ferme en carré            | Oui                   |                                  | Rhode-Saint-Genèse | Waterloose Steenweg 83                                    | 50° 44′ 26″ nord, 4° 23′ 45″ est | 40616               | Téléverser                                |
| (nl) Hof te Rode, U-vormige hoeve            | Oui                   |                                  | Rhode-Saint-Genèse | Toeristenlaan 2                                           | 50° 45′ 00″ nord, 4° 21′ 54″ est | 40617               | Téléverser                                |
| (nl) Huis                                    |                       |                                  | Rhode-Saint-Genèse | Avenue des Trembles 33                                    | 50° 45′ 12″ nord, 4° 22′ 58″ est | 40618               | Téléverser                                |
| (nl) Landhuis Kasteel van Zevenbronnen       | Oui                   |                                  | Rhode-Saint-Genèse | Zevenbronnen 4                                            | 50° 43′ 07″ nord, 4° 19′ 47″ est | 40619               | Téléverser                                |
| (nl) Molen van Zeven Bronnen, watermolen     | Oui                   |                                  | Rhode-Saint-Genèse | Zevenbronnen 4A, 5, 6                                     | 50° 43′ 25″ nord, 4° 19′ 35″ est | 40620               | Téléverser                                |
| (nl) Dubbelwoning paviljoenen                |                       |                                  | Rhode-Saint-Genèse | Lequimelaan 4                                             | 50° 45′ 57″ nord, 4° 22′ 53″ est | 57902               | Téléverser                                |
| (nl) Dubbelwoning paviljoenen                |                       |                                  | Rhode-Saint-Genèse | Lequimelaan 6                                             | 50° 45′ 57″ nord, 4° 22′ 53″ est | 57902               | Téléverser                                |
| (nl) Woning Robert Wéry                      | Oui                   |                                  | Rhode-Saint-Genèse | Sint-Annalaan 146                                         | 50° 45′ 02″ nord, 4° 22′ 26″ est | 57903               | Téléverser                                |
| (nl) Huizen                                  | Oui                   |                                  | Rhode-Saint-Genèse | Lequimelaan 4                                             | 50° 45′ 57″ nord, 4° 22′ 53″ est | 76633               | Téléverser                                |
| (nl) Huizen                                  | Oui                   |                                  | Rhode-Saint-Genèse | Lequimelaan 6                                             | 50° 45′ 57″ nord, 4° 22′ 53″ est | 76633               | Téléverser                                |
| (nl) Kasteelhoeve                            | Oui                   |                                  | Rhode-Saint-Genèse | Eigenbrakelse Steenweg 151                                | 50° 43′ 35″ nord, 4° 20′ 40″ est | 83789               | Téléverser                                |
| (nl) Huizenblokken                           | Oui                   |                                  | Rhode-Saint-Genèse | Avenue du Nouveau-Rhode 1                                 | 50° 45′ 04″ nord, 4° 22′ 08″ est | 83790               | Téléverser                                |
| (nl) Huizenblokken                           | Oui                   |                                  | Rhode-Saint-Genèse | Avenue du Nouveau-Rhode 11                                | 50° 45′ 04″ nord, 4° 22′ 08″ est | 83790               | Téléverser                                |
| (nl) Huizenblokken                           | Oui                   |                                  | Rhode-Saint-Genèse | Avenue du Nouveau-Rhode 13                                | 50° 45′ 04″ nord, 4° 22′ 08″ est | 83790               | Téléverser                                |
| (nl) Huizenblokken                           | Oui                   |                                  | Rhode-Saint-Genèse | Avenue du Nouveau-Rhode 15                                | 50° 45′ 04″ nord, 4° 22′ 08″ est | 83790               | Téléverser                                |
| (nl) Huizenblokken                           | Oui                   |                                  | Rhode-Saint-Genèse | Avenue du Nouveau-Rhode 17                                | 50° 45′ 04″ nord, 4° 22′ 08″ est | 83790               | Téléverser                                |
| (nl) Huizenblokken                           | Oui                   |                                  | Rhode-Saint-Genèse | Avenue du Nouveau-Rhode 19                                | 50° 45′ 04″ nord, 4° 22′ 08″ est | 83790               | Téléverser                                |
| (nl) Huizenblokken                           | Oui                   |                                  | Rhode-Saint-Genèse | Avenue du Nouveau-Rhode 21                                | 50° 45′ 04″ nord, 4° 22′ 08″ est | 83790               | Téléverser                                |
| (nl) Huizenblokken                           | Oui                   |                                  | Rhode-Saint-Genèse | Avenue du Nouveau-Rhode 23                                | 50° 45′ 04″ nord, 4° 22′ 08″ est | 83790               | Téléverser                                |
| (nl) Huizenblokken                           | Oui                   |                                  | Rhode-Saint-Genèse | Avenue du Nouveau-Rhode 3                                 | 50° 45′ 04″ nord, 4° 22′ 08″ est | 83790               | Téléverser                                |
| (nl) Huizenblokken                           | Oui                   |                                  | Rhode-Saint-Genèse | Avenue du Nouveau-Rhode 5                                 | 50° 45′ 04″ nord, 4° 22′ 08″ est | 83790               | Téléverser                                |
| (nl) Huizenblokken                           | Oui                   |                                  | Rhode-Saint-Genèse | Avenue du Nouveau-Rhode 7                                 | 50° 45′ 04″ nord, 4° 22′ 08″ est | 83790               | Téléverser                                |
| (nl) Huizenblokken                           | Oui                   |                                  | Rhode-Saint-Genèse | Avenue du Nouveau-Rhode 9                                 | 50° 45′ 04″ nord, 4° 22′ 08″ est | 83790               | Téléverser                                |